# Gaia Giovannini
Gaia Giovannini (Bologna, 17 de dezembro de 2001) é uma jogadora de voleibol italiana, que atua na posição de oposta.

## Carreira
A carreira de Giovannini começou na temporada 2019–20 no Montale, na Série A2. Na temporada 2020–21 foi contratada pelo Cuneo Granda, estreando-se na Série A, mesma categoria onde atuou na temporada 2022–23 com a camisa do AGIL e na temporada 2023–24 com o Megavolley.
Em 2024, Giovannini recebeu suas primeiras convocações para a seleção principal, com quem conquistou o ouro na Liga das Nações de Voleibol e nas Olimpíadas de Verão em Paris.